# Liste des épisodes de Haven
Cet article présente la liste des épisodes de la série télévisée américano-canadienne Haven.

## Panorama des saisons
| Saison | Nombre d'épisodes (par saison) | Diffusion originale Syfy | Diffusion originale Syfy | Diffusion originale Syfy | Diffusion originale Syfy |
| Saison | Nombre d'épisodes (par saison) | Années                   | Jour et heure            | Début de saison          | Fin de saison            |
| ------ | ------------------------------ | ------------------------ | ------------------------ | ------------------------ | ------------------------ |
| 1      | 13                             | 2010                     | vendredi 22 h            | 9 juillet 2010           | 8 octobre 2010           |
| 2      | 13                             | 2011                     | vendredi 22 h            | 15 juillet 2011          | 6 décembre 2011          |
| 3      | 13                             | 2012-2013                | vendredi 22 h            | 21 septembre 2012        | 17 janvier 2013          |
| 4      | 13                             | 2013                     | vendredi 22 h            | 13 septembre 2013        | 13 décembre 2013         |
| 5      | 26                             | 2014-2015                | vendredi 22 h            | 11 septembre 2014        | 17 décembre 2015         |

## Liste des épisodes

### Première saison (2010)
Composée de treize épisodes, elle a été diffusée du 9 juillet 2010 au 8 octobre 2010 sur Syfy, aux États-Unis.
1. Bienvenue à Haven (Welcome to Haven)
2. Papillon (Butterfly)
3. Harmonie (Harmony)
4. L'Épidémie (Consumed)
5. La Chaîne et le Boulet (Ball and Chain)
6. Fourrures (Fur)
7. Portrait d'un assassin (Sketchy)
8. L'ombre qui tue (Ain't No Sunshine)
9. Le Caméléon (As You Were)
10. La main qui tue (The Hand You're Dealt)
11. Le Procès d'Audrey Parker (The Trial Of Audrey Parker)
12. Bis repetita (Resurfacing)
13. La Spirale (Spiral)

### Deuxième saison (2011)
Le 7 octobre 2010, la série a été renouvelée pour une deuxième saison de treize épisodes. Elle a été diffusée du 15 juillet 2011 au 6 décembre 2011 sur Syfy, aux États-Unis.
1. Malédiction (A Tale of Two Audreys)
2. À chacun sa peur (Fear and Loathing)
3. Love Machine (Love Machine)
4. Coups de foudre (Sparks and Recreation)
5. Omnia Vincit Amor (Roots)
6. Une journée sans fin (Audrey Parker's Day Off)
7. Le Glendower (The Tides That Bind)
8. Faux Semblants (Friend or Faux)
9. Quarantaine (Lockdown)
10. Le révérend passe à l'acte (Who, What, Where, Wendigo?)
11. Retour aux affaires (Business as Usual)
12. Les Péchés des anciens (Sins of the Fathers)
13. Douce Nuit (Silent Night)

### Troisième saison (2012-2013)
Le 12 octobre 2011, la série a été renouvelée pour une troisième saison de treize épisodes. Elle a été diffusée du 21 septembre 2012 au 17 janvier 2013 sur Syfy, aux États-Unis. 
1. Enlèvements (301)
2. Attention, chiens méchants ! (Stay)
3. Père biologique (The Farmer)
4. Vague d'accidents (Over My Head)
5. Les Impunis (Double Jeopardy)
6. Maison hantée (Real Estate)
7. Résurrections, première partie (Magic Hour: Part One)
8. Résurrections, deuxième partie (Magic Hour: Part Two)
9. Sarah (Sarah)
10. Dans la peau d'un tueur (Burned)
11. Comment te dire adieu (Last Goodbyes)
12. Retrouvailles (Reunion)
13. Mon plus beau souvenir (Thanks for the Memories)

### Quatrième saison (2013)
Le 9 novembre 2012, la série a été renouvelée pour une quatrième saison de treize épisodes. Elle a été diffusée du 13 septembre 2013 au 13 décembre 2013 sur Syfy, aux États-Unis. La production a débuté le 8 mai 2013 à Halifax, en Nouvelle-Écosse, au Canada.
1. Les Retrouvailles (Fallout)
2. Les Survivants (Survivors)
3. Le Sang maudit (Bad Blood)
4. Enfants disparus (Lost and Found)
5. Lexie (The New Girl)
6. Compte à rebours (Countdown)
7. La Mort en marche (Lay Me Down)
8. Haven sous pression (Crush)
9. William (William)
10. Vœu exaucé (The Trouble with Troubles)
11. Rougarou (Shot in the Dark)
12. Pleurs mortels (When the Bough Breaks)
13. Le Phare (The Lighthouse)

### Cinquième saison (2014-2015)
Le 28 janvier 2014, la série a été renouvelée pour une cinquième saison de vingt-six épisodes,. Diffusée en deux parties, les treize premiers épisodes ont été diffusés du 11 septembre 2014 au 5 décembre 2014 et les treize derniers épisodes depuis le 8 octobre 2015 sur Syfy, aux États-Unis.
1. Celui qui ne voulait rien voir (See No Evil)
2. Celui qui ne voulait rien entendre (Speak No Evil)
3. Dans la lumière (Spotlight)
4. Une affection peut en cacher une autre (Much Ado About Mara)
5. L'habit ne fait pas le moine (The Old Switcheroo: Part One)
6. Interversions (The Old Switcheroo: Part Two)
7. L'Homme invisible (Nowhere Man)
8. Dans l'ombre (Exposure)
9. Morbidité (Morbidity)
10. Mortalité (Mortality)
11. Transformations (Reflections)
12. Alchimie (Chemistry)
13. L'Élue (Chosen)
14. Derrière la brume (New World Order)
15. Obscurité (Power)
16. Le Procès de Nathan (The Trial of Nathan Wuornos)
17. Le Marchand de sable (Enter Sandman)
18. Mauvaise Pioche (Wild Card)
19. Perditus (Perditus)
20. La Femme mystère (Just Passing Through)
21. De retour (Close to Home)
22. Une question de temps (A Matter of Time)
23. À l'aveugle (Blind Spot)
24. L'étau se resserre (The Widening Gyre)
25. Ici et maintenant (Now)
26. Pour toujours (Forever)